# Кроне, Герард
Герардюс (Герард) Кроне (нидерл. Gerardus "Gerard" Kroone; 1 февраля 1897, Амстердам — 24 ноября 1979, Велзен, Северная Голландия) — нидерландский шахматист.
В составе сборной Нидерландов участник двух первых шахматных олимпиад (1927 и 1928).
Также известен тем, что в 1919 и 1923 годах сыграл три матча с будущим чемпионом мира Максом Эйве (первый матч завершился вничью).

## Личная жизнь
Герард родился в феврале 1897 года в Амстердаме. Отец — Дирк Герритс Кроне, был родом из Схагена, мать — Элизабет Матилда Полс, родилась в Амстердаме. Помимо него, в семье был ещё старший сын Германюс, родившийся в сентябре 1893 года.
Женился в возрасте тридцати лет — его супругой стала 24-летняя Афье Франкен, уроженка Харлема. Их брак был зарегистрирован 25 января 1928 года в Харлеме.

## Таблица результатов
| Год  | Город     | Турнир                                               | + | − | = | Результат | Место |
| ---- | --------- | ---------------------------------------------------- | - | - | - | --------- | ----- |
| 1919 | Амстердам | 1-й матч с М. Эйве                                   | 4 | 4 | 2 | 5 : 5     |       |
|      | Амстердам | 2-й матч с М. Эйве                                   | 1 | 2 | 2 | 2 : 3     |       |
| 1923 | Амстердам | 3-й матч с М. Эйве                                   | 1 | 3 | 0 | 1 : 3     |       |
|      | Амстердам | Матч Амстердам — Гастингс (против Дж. Чандлера)      | 1 | 0 | 0 | 1 из 1    |       |
| 1924 | Амстердам | Чемпионат Нидерландов                                |   |   |   |           | [ 6 ] |
| 1925 | Гаага     | Матч Нидерланды — Бельгия (против Э. Версхюрена)     | 1 | 0 | 0 | 1 из 1    |       |
| 1926 | Утрехт    | Чемпионат Нидерландов                                |   |   |   |           | [ 6 ] |
| 1927 | Лондон    | 1-я олимпиада (сборная Нидерландов, 3-я доска)       | 8 | 5 | 2 | 9 из 15   |       |
|      |           | Матч Нидерланды — Бельгия (против Дж. Колтановского) | 0 | 1 | 0 | 0 из 1    |       |
| 1928 | Гаага     | 2-я олимпиада (сборная Нидерландов, 2-я доска)       | 7 | 5 | 4 | 9 из 16   |       |
|      | Гаага     | Турнир голландских шахматистов                       |   |   |   |           |       |
| 1930 | Гаага     | Турнир голландских шахматистов                       |   |   |   |           |       |
| 1933 | Харлем    | Турнир голландских шахматистов                       |   |   |   |           |       |
| 1934 | Зандворт  | Турнир голландских шахматистов                       |   |   |   |           |       |